# Nazlıcan İnci
Nazlıcan İnci (Erzincan, 6 de marzo de 2000) es una deportista turca que compite en bádminton, en la modalidad de dobles. Ganó una medalla de bronce en el Campeonato Europeo de Bádminton de 2024, en su especialidad.

## Palmarés internacional
| Campeonato Europeo | Campeonato Europeo     | Campeonato Europeo | Campeonato Europeo |
| Año                | Lugar                  | Medalla            | Prueba             |
| ------------------ | ---------------------- | ------------------ | ------------------ |
| 2024               | Saarbrücken (Alemania) | Medalla de bronce  | Dobles             |